# 卡洛斯阿韋洛市
卡洛斯阿韋洛市（西班牙語：Municipio Carlos Arvelo），是委內瑞拉的一個市，位於該國北部卡拉波波州，首府設於圭圭，面積835平方公里，2007年人口146,598，人口密度為每平方公里180人。